# Bobrówka (Męcina)
Bobrówka – część wsi Męcina w Polsce, położona w województwie małopolskim, w powiecie limanowskim, w gminie Limanowa.
W latach 1975–1998 Bobrówka administracyjnie należała do województwa nowosądeckiego.